# Greece (CDP, New York)
Greece est une census-designated place du comté de Monroe, dans l'État de New York, aux États-Unis,. En 2020, elle compte une population de 14 429 habitants.